# Проект «Новый американский век»
Проект «Новый американский век» (англ. Project for the New American Century (PNAC)) — американская неоконсервативная неправительственная политическая организация, располагавшаяся в Вашингтоне, округ Колумбия, и работавшая с 1997 по 2006 год. Была основана Уильямом Кристолом и Робертом Каганом. Официальной целью PNAC является «продвижение американского глобального лидерства». Основами создания PNAC были точка зрения, что «американское лидерство одинаково хорошо как для Америки, так и для всего мира», и поддержка «рейгановской политики военной силы и моральной чистоты». PNAC оказывала влияние на официальные лица правительства США и администрации президента США Джорджа Буша и повлияла на разработку военной и внешней политики администрации Буша, особенно связанных с национальной безопасностью и с войной в Ираке.

## История

### Заявление о принципах
Первым публичным актом PNAC стал выпуск «Заявления о принципах» от 3 июня 1997 года, который был подписан обоими учредителями и рядом других заметных консервативных политиков и журналистов (см. Подписавшие заявление о принципах). Заявление начиналось с формулировки ряда вопросов, на которые предлагалось ответить в остальной части документа:
К концу 20-го века Соединённые Штаты являются выдающейся мировой державой. Приведя Запад к победе в холодной войне, США сталкивается с новыми возможностями и вызовами: имеют ли США своё видение будущего на основе достижений последних десятилетий? Имеют ли США намерения по формированию нового века, благоприятного для американских принципов и интересов?
Отвечая на эти вопросы, PNAC формулирует своей целью «напомнить Америке уроки» из американской истории, которые можно собрать в следующие «четыре вывода» для США в 1997 году:

- мы должны значительно увеличить расходы на оборону, если мы должны выполнять наши глобальные обязательства сегодня, и модернизировать наши вооруженные силы на будущее;
- мы должны укрепить наши связи с демократическими союзниками и бросить вызов режимам враждебным нашим интересам и ценностям;
- мы должны продвигать темы политической и экономической свободы за рубежом; [и]
- мы должны принять на себя ответственность за уникальную роль США в сохранении и расширении международного порядка дружественного нашей безопасности, нашему процветанию и нашим принципам.

Поскольку «рейгановская политика военной силы и моральной чистоты не может быть популярной в настоящее время», в «заявлении о принципах» делается вывод: «необходимо, чтобы США, опираясь на успехи в прошлом веке, обеспечила нашу безопасность и наше превосходство в следующем».

### Призывы к изменению режима в Ираке во время президентства Клинтона
PNAC придерживался позиции о смене режима в Ираке на протяжении 1997—2000 годов кризиса разоружения Ирака.
Ричард Перл, который позже стал одним из основных членов PNAC, принимал участие в мероприятиях аналогичных проводимым PNAC после его формальной регистрации. Например, в 1996 году Перл подготовил доклад, который предлагал смену режимов с целью реструктуризации власти на Ближнем Востоке. Доклад назывался «Чистый прорыв: новая стратегия безопасности королевства» (A Clean Break: A New Strategy for Securing the Realm) и призывал к отстранению Саддама Хусейна от власти, а также другие идеи перемен в регионе. Доклад был представлен премьер-министру Израиля Биньямину Нетаньяху. Два года спустя в 1998 году Перл и другие постоянные члены PNAC — Пол Вулфовиц, Джеймс Вулси, Эллиот Абрамс и Джон Болтон — «были в числе подписавших письмо к президенту Клинтону, призывавшее к отстранению Хусейна». Клинтон действительно пытался сменить режим в Ираке, и ООН наложила некоторые санкции на Ирак. Эти санкции ООН считались неэффективными среди неоконсерваторов PNAC.
Постоянные члены PNAC озвучили свои намерения в письме к республиканцам конгресса США Ньюту Гингричу и Тренту Лотту, призвав Конгресс действовать. PNAC также поддержал акт об освобождении Ирака 1998 года (Iraq Liberation Act, H.R.4655), который подписал президент Клинтон.
16 января 1998 года после официального отказа Ирака сотрудничать с инспекцией ООН по вооружениям, члены PNAC, в том числе Дональд Рамсфелд, Пол Вулфовиц и Роберт Зеллик, написали открытое письмо к президенту США Биллу Клинтону и разместили его на своем сайте, призывая президента Клинтона, отстранить Саддама Хусейна от власти при помощи дипломатической, политической и военной мощи США. Они утверждали, что Саддам представляет угрозу для США, их союзникам на Ближнем Востоке и нефтяной инфраструктуре в этом регионе, если ему удастся сохранить в боеготовности запасы оружия массового уничтожения. Они также утверждали: «мы больше не можем зависеть от наших партнеров в войне в Персидском заливе, чтобы продолжать поддерживать санкции или наказать Саддама за блокирование или уклонение от инспекций ООН», и «американская политика не может дальше быть ущемлена ошибочной настойчивостью на единогласном решении Совета Безопасности ООН». Они объясняли, что война в Ираке может быть оправдана неповиновением Хусейна политике «сдерживания» ООН и его постоянной угрозой интересам США.
16 ноября 1998 года ссылаясь на требование Ирака о высылке инспекторов ООН по оружию и отстранение Ричарда Батлера с должности руководителя инспекции, Кристол снова призвал к смене режима в редакционной статье в своем интернет-журнале The Weekly Standard: «… любая военная кампания против Ирака должна быть частью общей военно-политической стратегии, направленной на свержение Саддама от власти». Кристол утверждал, что Пол Вулфовиц и другие считали, что целью было создание «свободной зоны» на юге Ирака, которая бы обеспечивала безопасное убежище, где оппоненты Саддама могли бы сформировать и организовать надежную альтернативу нынешнему режиму…Свободная зона должны быть защищена военными США как с воздуха, так и на земле.
В январе 1999 года PNAC распространила заметку с критикой бомбардировки Ирака в декабре 1998 года в ходе операции Desert Fox как неэффективную, поставила под сомнение жизнеспособность иракской демократической оппозиции, которой США оказывали поддержку через закон освобождении Ирака (Iraq Liberation Act), и назвала любую политику «сдерживания» иллюзией.

### Перестройка обороны Америки
В сентябре 2000 года PNAC опубликовал противоречивый 90-страничный доклад под названием «Перестройка обороны Америки: стратегии, силы и ресурсы для нового столетия» (Rebuilding America’s Defenses: Strategies, Forces, and Resources For a New Century). Доклад, в котором Дональд Каган и Гэри Шмитт указаны как председатели PNAC, а в качестве главного автора — Томас Доннелли, приводит тезисы из «Заявления о принципах» PNAC июня 1997 года и доказывает «утверждение, что США должны стремиться сохранить и расширить свои позиции мирового лидера, сохранив огромное превосходство вооруженных сил».

В докладе утверждается:

Американский мир зарекомендовал себя мирным, стабильным и прочным. За последние десять лет он обеспечил геополитическую основу для широкомасштабного экономического роста и распространения американских принципов свободы и демократии. Тем не менее ни один момент в международной политике не может быть заморожен во времени, и даже глобальный Pax Americana не сможет сохранить себя сам.
Оригинальный текст (англ.)The American peace has proven itself peaceful, stable, and durable. It has, over the past decade, provided the geopolitical framework for widespread economic growth and the spread of American principles of liberty and democracy. Yet no moment in international politics can be frozen in time; even a global Pax Americana will not preserve itself.

После титульного листа в докладе есть страница, озаглавленная «О проекте Новый американский век» (About the Project for the New American Century), содержащая основные тезисы из «Заявления о принципах» 1997 года:

[Всё что мы требуем] — это то, чтобы армия была сильной и готовой ответить как на нынешние, так и будущие вызовы; чтобы внешняя политика смело и целенаправленно продвигала американские принципы за рубежом; чтобы национальное руководство приняло глобальную ответственность США. Конечно, США должны быть предусмотрительными в осуществлении своей власти. Но мы не можем безопасно избежать ответственности за глобальное лидерство и расходов, связанных с ним. США играет чрезвычайно важную роль в поддержании мира и безопасности в Европе, Азии и на Ближнем Востоке. Если мы будем уклоняться от своих обязательств, мы столкнемся с проблемами для наших фундаментальных интересов. История 20-го века должна научить нас, что важно подготовиться до возникновения кризиса и встретить угрозы до того, как они станут ужасными. История прошлого века должна научить нас стать сторонниками американского лидерства.
Оригинальный текст (англ.)[What we require is] a military that is strong and ready to meet both present and future challenges; a foreign policy that boldly and purposefully promotes American principles abroad; and national leadership that accepts the United States’ global responsibilities. Of course, the United States must be prudent in how it exercises its power. But we cannot safely avoid the responsibilities of global leadership of the costs that are associated with its exercise. America has a vital role in maintaining peace and security in Europe, Asia, and the Middle East. If we shirk our responsibilities, we invite challenges to our fundamental interests. The history of the 20th century should have taught us that it is important to shape circumstances before crises emerge, and to meet threats before they become dire. The history of the past century should have taught us to embrace the cause of American leadership.

В «Предисловии» Перестройки обороны Америки формулируются следующие цели:

Установить четыре основные задачи для американских военных:
- защитить американскую родину;
- бороться и убедительно побеждать в нескольких одновременных крупных военных театрах;
- выполнять «полицейские» обязанности, связанные с обеспечением безопасности в критических регионах;
- преобразовать вооруженные силы США для использования результатов «революции в военных делах»;

и что:

Для выполнения этих основных задач, мы должны приложить достаточно сил и бюджетных средств. В частности, США должны:
- Поддерживать ядерное стратегическое превосходство, основываясь на американских средствах сдерживания по отношению к глобальному ядерному потенциалу, который влияет на весь спектр существующих и возникающих угроз, а не только на паритет США-Россия.
- Восстановить численность личного состава вооруженных сил на уровне, примерно прогнозируемом в «Основной силе» (Base Force), разработанной в администрации Буша, и увеличить численность резервистов с 1,4 млн до 1,6 млн человек.
- Перепозиционировать вооруженные силы США для соответствия стратегических реалий 21-го века, переместив постоянные военные базы в Юго-Восточную Европу и Юго-Восточную Азию, а также изменив расположение военно-морских сил в соответствии с растущими американскими стратегическими интересами в Восточной Азии. (IV)

Доклад формулирует следующие цели:

- Выборочно модернизировать существующие военные силы США: продолжить программу F-22, увеличив закупки лифтов, электроники и других летательных аппаратов; увеличить флотилии подводных лодок и надводных кораблей; закупить вертолёты Comanche и средние наземные транспортные средства для армии, и конвертопланы V-22 Osprey для корпуса морской пехоты.
- Отменить «блокпост»-программы, такие как Joint Strike Fighter, CVX-авианосец и гаубица Crusader, которые будут отвлекать значительное финансирование Пентагона, не обеспечивая при этом серьёзные улучшения текущих возможностей. Сэкономленные ресурсы должны быть использованы для ускорения военной реформы.
- Разработать и развернуть глобальную систему ПРО, чтобы защитить американскую землю и американских союзников и обеспечить безопасную основу для распространения власти США во всем мире.
- Проконтролировать новые «международные общественные блага» космоса и киберпространства и продолжить создание новых военных сил — космические военные силы США — с целью контроля космического пространства.
- Использовать «революцию в военном деле», чтобы обеспечить долгосрочное превосходство обычных вооруженных сил США. Внедрить двухступенчатый процесс трансформации, который будет
  - максимизировать превосходство существующих систем вооружений за счет применения передовых технологий, и
  - производить более глубокие улучшения военного потенциала, стимулировать конкуренцию между отдельными учреждениями и объединёнными экспериментальными усилиями.

- Постепенно увеличить расходы на оборону до минимального уровня 3,5-3,8 % от ВВП, увеличивая их на $15-20 млрд в год. (V)

Доклад подчёркивает:

Выполнение этих требований является существенным, если Америка хочет сохранить своё военное доминирующее положение на ближайшие десятилетия. Наоборот, невыполнение любого из этих требований должно привести к некоторой форме стратегического отступления. При нынешнем уровне расходов на оборону единственный вариант состоит в попытке безуспешно «управлять» более крупными рисками: оплатить сегодняшние потребности за счёт завтрашних; отменить полицейскую миссию, чтобы сохранить силы для крупномасштабных войн; «выбрать» между присутствием в Европе и присутствием в Азии, и так далее. Это плохой выбор. Это плохая экономия. «Экономия» от ухода с Балканского полуострова, например, не позволит высвободить средства, необходимые для военной модернизации и трансформации. Но это плохая экономия и в других, более глубоких отношениях. Настоящими издержками в случае неудовлетворения наших требований по расходам на оборону будут сокращение американского глобального лидерства и, в конечном счете, разрушение глобальной системы безопасности, как никогда дружественной американским принципам и процветанию. (V—VI)
По отношению к Персидскому заливу, в частности к Ираку и Ирану, в Перестройке обороны Америки говорится, что «пока нерешенный конфликт в Ираке даёт оправдание [для военного присутствия США], необходимость в присутствии существенных американских военных силы в [Персидском] заливе выходит за рамки вопроса о режиме Саддама Хусейна» и «в долгосрочной перспективе Иран вполне может представлять большую угрозу для интересов США в [Персидском] заливе, также как Ирак. И даже если бы американо-иранские отношения улучшились, сохранение военных сил в регионе будет по-прежнему важным элементом в стратегии безопасности США, учитывая давние американские интересы в регионе».
Одна из основных задач, изложенных в докладе Перестройка обороны Америки — «бороться и уверенно побеждать в нескольких одновременных главных театрах войны».

### Призыв к смене режима в Ираке после 9/11
20 сентября 2001 года (спустя девять дней после террористических актов 11 сентября 2001 года), PNAC направил письмо президенту США Джорджу Бушу, выступив за «решительные меры для устранения Саддама Хусейна от власти в Ираке» или смену режима:

…даже если нет непосредственных доказательств связи иракского режима с террористическими актами, любая стратегия, направленная на искоренение терроризма и его спонсоров, должна содержать определённые меры для устранения Саддама Хусейна от власти в Ираке. Неспособность предпринять такие меры будет рассматриваться поражением в войне с международным терроризмом.
С 2001 по 2002 соучредители и другие члены PNAC опубликовали статьи в поддержку вторжения США в Ирак. На своем веб-сайте PNAC продвигал свою точку зрения, что сохранение Саддама Хусейна у власти будет рассматриваться «поражением терроризму».
В 2003 году, до вторжения в Ирак, в PNAC работало семь штатных сотрудников в дополнение к членам Совета директоров.

### Права человека и эмбарго на поставки вооружения из ЕС
В 2005 году Европейский Союз рассмотрел вопрос о снятии эмбарго на поставки оружия, наложенное на Пекин. Эмбарго было введено после событий на площади Тяньаньмэнь в 1989 году. PNAC, наряду с другими заинтересованными странами, написало письмо Хавьеру Солана, попросив ЕС не снимать эмбарго пока не будут выполнены условия.

## Лица, связанные с проектом

### Директора проекта
[как указано на веб-сайте PNAC:]

| - Уильям Кристол, соучредитель и председатель - Роберт Каган, соучредитель - Брюс Джексон | - Марк Джерсон - Рэнди Шунеманн |

### Аппарат проекта
| - Эллен Борк, заместитель директора - Гэри Шмитт, старший научный сотрудник - Томас Доннелли, старший научный сотрудник - Руэл Марк Герехт, старший научный сотрудник | - Митч Джексон, старший научный сотрудник - Тимоти Леманн, помощник директора - Майкл Гольдфарб, научный сотрудник |

### Бывшие сотрудники
- Дэниэл Маккивергэн, заместитель директора[26]

### Подписавшие заявление о принципах
| - Эллиот Абрамс - Гэри Бауэр - Уильям Беннетт - Джон Эллис «Джеб» Буш - Ричард Б. Чейни - Элиот А. Коэн - Мидж Дектер - Пола Добрянски - Стив Форбс - Аарон Фридберг - Фрэнсис Фукуяма - Фрэнк Гаффни - Фред Икле | - Дональд Каган - Залмай Халилзад - Скутер Либби - Норман Подгорец - Дэнфорт Куэйл - Питер Родман - Стивен П. Розен - Генри С. Роуэн - Дональд Рамсфелд - Вин Вебер - Джордж Вайгель - Пол Вулфовиц |